# Modra biserka
Modra biserka (modro vrapčje sjeme; lat. Aegonychon purpurocaeruleum, sinonimi Buglossoides purpurocaerulea, Lithospermum purpurocaeruleum) je biljka iz roda Aegonychon, nekada ukljućivana u rodove Lithospermum ili Buglossoides, a pripada porodici Boraginaceae ili boražinovki. Biljka kod nas raste na suhim staništima, te preferira vapnenasto tlo. Ima je na Velebitu, Medvednici te na nekim lokalitetima uz rijeku Savu. Naraste do najviše 50 cm visine, cvjetovi su purpurnoplave boje, sjeme je sitno, bijelo sive boje i vrlo tvrdo. Raširena je u srednjoj Europi, ima je u Velikoj Britaniji, južnoj Rusiji i istočnoj Turskoj. U Japanu se ova biljka uzgaja za dobivanje purpurnog bojila za tkaninu.
Modra biserka ima uspravnu stabljiku a cvjetovi su plavi, dvospolni, skupljeni u guste cvatove. Listovi su dugi 4-8 cm, eliptični, široki do 1,5cm. Plodovi su tvrde bijele kapsule.
Hrvatski naziv roda Lithospermum (kameno sjeme) je biserka ili vrapčje sjeme, jer po nekim izvorima pripada tome rodu, dok ime vrste purpurocaeruleum dolazi po boji cvijeta. Drugi izvori navode da ova vrsta pripada rodu Buglossoides (hrv. buglozoides)

## Ljekovitost
Biljka se koristila za liječenje rana i posjekotina, te za bolesti kože.

## Sinonimi
- Aegonychon repens Gray
- Buglossoides purpurocaerulea (L.) I.M.Johnst.
- Lithospermum caeruleum Gueldenst.
- Lithospermum longiflorum Salisb.
- Lithospermum lucanum N.Terracc.
- Lithospermum pumilum Lehm.
- Lithospermum purpurascens Gueldenst.
- Lithospermum purpureum Gueldenst.
- Lithospermum purpurocaeruleum L.
- Lithospermum violaceum Lam.
- Margarospermum purpureocoeruleum (L.) Opiz
- Rhytispermum purpurocaeruleum (L.) Link

## Vanjske poveznice
- Biljke - zeljaste cvjetnice - plavog cvijeta  Arhivirana inačica izvorne stranice od 4. studenoga 2017. (Wayback Machine)
- FCD